# Charlie's Angels (televisieserie)
Charlie's Angels is een Amerikaanse televisieserie, die werd uitgezonden door ABC van 1976 t/m 1981. De serie ging over drie vrouwelijke detectives die werkten voor een onderzoeksbureau, genaamd Charles Townsend Agency. De baas van de drie vrouwen, Charlie (met de stem van John Forsythe), is zelden te zien in de serie, en als hij dan in beeld komt, is slechts zijn rug te zien. In Nederland is de serie tussen 1 juli 1977 en 30 juni 1981 door de TROS uitgezonden.
De drie oorspronkelijke "angels" waren Sabrina Duncan (gespeeld door Kate Jackson), Jill Monroe (Farrah Fawcett) en Kelly Garrett (Jaclyn Smith). Opgeleid tot politieagentes, maar ontevreden met de "zeer gevaarlijke" karweitjes die ze op moeten knappen (voornamelijk administratief werk, het bemannen van de telefooncentrale en het dienstdoen als verkeersbrigadier), hebben de dames de overstap gemaakt naar de privésector.
De rolbezetting van de serie varieerde: na het eerste seizoen verliet Jill Monroe het agentschap, maar haar zus Kris (gespeeld door Cheryl Ladd) nam haar plaats in het team in. In de volgende seizoenen waren er nog wel enkele gastoptredens voor Fawcett weggelegd. Aan het eind van het derde seizoen ging Sabrina Duncan ander werk doen. Zij werd opgevolgd door Tiffany Welles (Shelley Hack), een gewezen politieagente uit Boston. Toen die een jaar later terug naar haar geboortestad ging, werd ze op haar beurt opgevolgd door fotomodel Julie Rogers (Tanya Roberts) – de enige angel die geen opleiding aan de politieschool gevolgd had. Jaclyn Smith was het langst te zien in de serie: zij deed mee tot en met het einde van het vijfde (en laatste) seizoen. Ook hun mannelijke collega John Bosley (David Doyle) deed alle vijf de seizoenen mee.
De serie werd regelmatig Jiggle TV of T&A TV (Tits and Ass television) genoemd vanwege de provocatieve kledingstijl. Dit hoorde echter bij de personages van de serie, want mede dankzij hun schoonheid kregen ze het voor elkaar om veel zaken op te lossen.
Na de oorspronkelijke serie werd er in 1989 een nieuwe versie uitgezonden. In 2002 werd er een Duitse versie van Charlie's Angels gemaakt. Het eerste seizoen werd goed ontvangen, maar het tweede seizoen minder en de serie was bovendien veel te duur, zodat in 2005 de serie werd gestopt. In 2011 werd met een nieuwe serie begonnen. De angels hebben in deze serie andere achtergronden en de serie speelt niet in Los Angeles maar in Miami. Wel zijn enkele afleveringen gebaseerd op afleveringen van de oorspronkelijke serie. De serie werd bijzonder slecht ontvangen en al na enkele uitzendingen gestopt.

## Verfilming
In 2000 verscheen een op de serie gebaseerde, gelijknamige bioscoopfilm die zo succesvol was dat in 2003 nog een film uitkwam: Charlie's Angels: Full Throttle. In deze laatste film was een cameo voor Jaclyn Smith weggelegd. Naast de film kwamen dat jaar nog enkele videospellen uit met de naam Charlie's Angels. In 2019 verscheen een nieuwe film over het drietal.

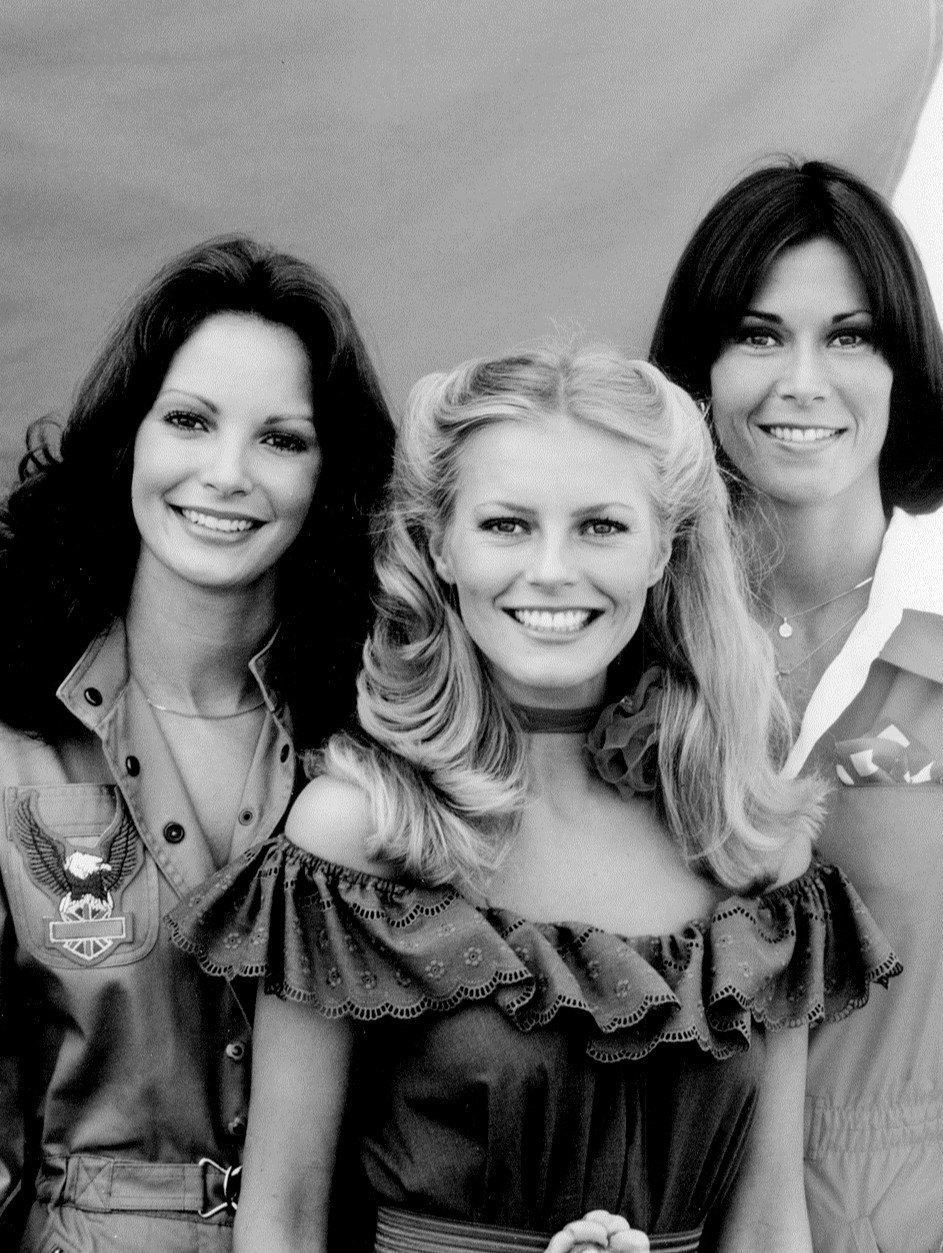
De angels in 1977. Van links naar rechts Kelly Garrett (Smith), Kris Monroe (Ladd) en Sabrina Duncan (Jackson)